# Casa di Castro

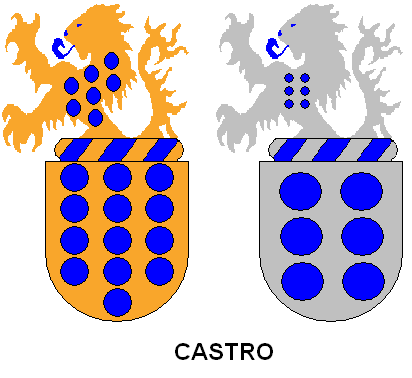
Le armi del ramo portoghese e galiziano della casata

La casa di Castro è una stirpe nobile spagnola e ha avuto origine in Castiglia; il nome deriva dalla città di Castrojeriz (Provincia di Burgos) e aveva profonde ramificazioni in Galizia.
Il primo membro della famiglia chiaramente identificato fu il conte Fernando García de Hita, un parente e vassallo di Urraca di Castiglia. Questa affinità, insieme al suo patronimico, lo hanno portato a considerarlo figlio illegittimo dello zio di Urraca, García I di Galizia. Più di recente è stato indicato come figlio del conte García Ordóñez dall'infanta Urraca Garcés di Navarra, e, forse, rampollo della famiglia Banu Gómez.
Durante il regno di Alfonso VIII di Castiglia la famiglia Castro, sotto Gutierrez Fernandez, rivaleggiava con un'altra grande famiglia castigliana, la Casa di Lara, per il potere nel regno di Castiglia.
La mancanza di eredi nella linea principale portò alla nascita di un ramo cadetto situato in Galizia. Questo ramo divenne il più potente della nobiltà galiziana e uno dei più potenti in Spagna. Tradizionalmente legati alla contea di Lemos, i rappresentanti più illustri furono il conte di Lemos e suo zio, il cardinale Rodrigo de Castro Osorio. Un altro rampollo, Pedro Antonio Fernández de Castro è ancora ben ricordato in Perù.
La casa di Castro andò in declino a causa della loro mancanza di prole, con la contea di Lemos che passava alla Casa d'Alba. Lo stemma del ramo galiziano della casa di Castro erano sei tondi blu su un campo d'argento. Il ramo portoghese usava una variante che includeva tredici rondelle su oro.

## Albero genealogico
Fernando Garcia de Hita (1065 circa-1135), signore di Hita e Uceda - sposò Trigidia Fernández (?-dopo il 1096); sposò nel 1119 Estefania Armengol (?-dopo il 1143):
1. (I) Gutierre Fernandez de Castro (?-1169) - sposò Toda Diaz: senza discendenza;
2. (I) Rodrigo Fernandez de Castro (1090-1142), tenente reale e principe - sposò nel 1124 Eylo Alvarez:
  1. Fernando Rodriguez de Castro (1125-1185) - sposò Costanza Osorio (?-c. 1180); sposò poi Estefania Alfonso (?-1180):
    1. (I) Teresa Fernández de Castro y Osorio, signora di Villalobos - sposò Gil Manrique de Manzanedo y Guzmán, Señor de Manzanedo (1180-1243): con discendenza;
    2. Rodrigo / Ruy Pérez de Villalobos
      1. Pedro Fernández de Castro, signore di Paredes de Nava y del Infantado de León (1160-1214); sposò Maria Sanchez de Fines (?-c.1240); sposò Jimena Gomez de Manzanedo (?-dopo il 1204):
        1. Pedro Ruíz de Castro "Alhastac" - sposò Sancha Alfonso de Valenzuela:
          1. Ruy Pérez de Castro - sposò María Teresa Páez de Sotomayor:
            1. Payo Arias de Castro, signore de la Villa del Espejo (c. 1240-?) - sposò Urraca Tellez de Meneses (c. 1284-?):
              1. Martin Sanchez de Castro - sposò Urraca Sánchez de Valenzuela, IV signora Villa de Valenzuela - discendenti: Linea de Valenzuela
              2. Violante Perez de Castro (?-1345) - sposò sposò Fernan Yanez de Saavedra: con discendenza;

          2. Ana Teresa Pérez de Castro (c. 1235-?) - sposò Antonio Garcia de Sanabria (c. 1220-?): co discendenza; sposò Inigo Iniguez, I signore di Biedma: con discendena;
          3. Ordoño Pérez de Castro
          4. Sancha Pérez de Castro - sposò Pedro de Arana, signore de la casa del valle de Arana: con discendenza;

        2. Fernán Pérez de Castro (1210-?) - sposò Aldonça Vasques de Castro de Fornellos:
          1. Guiomar Fernandes de Castro (c. 1240-?) - sposò Sancho Diaz de Velasco: con discendenza;
          2. Juan Fernandes de Castro :)
          3. Alvaro Fernandes de Castro - sposò Ines de Valadares, signora da Torre de Mantelaes:
            1. Gil Alvares de Castro, signore da Torre de Mantelaes - sposò Leonor Rodrigues Fajardo:
              1. Pedro Alvares de Castro, signore del solar de Mantelaes - sposò Maior Rodrigues de Araujo (c.1480-?) - discendenti: Linea de Araujo

        3. Estefanía Pérez (?-c.1221)
        4. Ela Pérez de Castro, signora de Santa Olahla y Iscar - sposò Martim Sanches de Portugal, I conte di Trastámara (c. 1175-1260); sposò Guerau IV de Cabrera, Conte di Urgel (1180-1225): con discendenza;
        5. Álvaro El Castellano Pérez de Castro, Conde de Urgel

    3. Martín Fernández
      1. Pedro Martinez

  2. Pedro Gutierrez de Castro (?-dopo il 1191), maggiordomo maggiore di Léon nel 1184 e tenente di Grado, Tineo, Pravia e Limia - sposò Urraca Ruiz (?-dopo il 1189):
  3. Alvaro Rodriguez de Castro, maggiordomo maggiore di re Ferdinando II di León, signore di Chantada - discendenti vedi sotto: Linea de Tovar
  4. Gutierre Rodriguez de Castro (c. 1140-1195), signore di Lemos - sposò Elvira Osorio, signora di Lemos y Sarria
    1. Fernán Gutiérrez de Castro, signore di Lemos y Sarriá (1180-1233) - sposò Milia Iniguez de Mendoza (1180-?) 
      1. Inés Fernández de Castro - sposò Martim Gil de Soverosa (1190-1259): con discendenza;
      2. Esteban Fernandez de Castro, signore Lemos, Valladares, Villamartin y Caldelas (1220-1269) - sposò Aldonza Rodriguez de Rodriguez de Léon, signora di Villamartin (1225-1287)
        1. Férnan Rodríguez de Castro, signore di Lemos y Sarria (c.1260-1305) - sposò Violante Sanchez de Castilla (1281-dopo il 1330):
          1. Juana Fernández de Castro (?-1316) - sposò Alfonso de Valencia (1282-1316): con discendenza;
          2. Pedro Fernández de Castro, signore di Lemos, Monforte y Sarria (1280-1342) - sposò Beatrice del Portogallo (1298-?); sposò Isabel Ponce de Léon (?-1367)
            1. (II) Fernan Ruiz de Castro, signore di Lemos y Sarria (1338-1375):
              1. Guterre de Castro
              2. Pedro de Castro y Enríquez
              3. Álvaro Pires de Castro, senhor de Alcáçovas - discendenti vedi sotto: Linea Portoghese "de Alcacovas"

            2. (II) Juana de Castro (1340-1374) - sposò Pietro I di Castiglia: con discendenza;
            3. (illegittima con Aldonza Lorenzo de Valladares) Inés de Castro (1320-1355) - sposò Pietro I del Portogallo: con discendenza;
            4. (illegittimo con Aldonza Lorenzo de Valladares) Alvaro Perez de Castro, conte di Arraiolos, signore di Cadaval e Ferreira, Connestabile del Portogallo: discendenti vedi sotto: Linea Portoghese

        2. Mayor Fernández de Castro (1270-?) - sposò Egas Venegas y Martínez de Finojosa, II signore di Venegas (1260-?): con discendenza;

      3. Alvaro Fernández de Castro, commendatore di Calatrava
      4. Andrés Fernández de Castro, signore di Lemos 
        1. María Andrés de Castro
        2. Melia Andrés

      5. Garci Fernández de Castro
      6. Gutierre Fernández de Castro
      7. Sancha Fernández de Castro
      8. Elvira (Guiomar o Teresa) Fernández de Castro y Mendoza (tra il 1200 e il 1204) - sposò Nuño Fernández de Témez, signore di Temez e Chantada: con discendenza;
      9. Urraca Fernández de Castro - sposò Juan García Sarmiento de Villamayor, divisero de Castilla: con discendenza;
      10. Teresa de Castro (tra il 1200 e il 1204-?) - sposò Bernardo Fernadez de Temez: con discendenza;
      11. Leonor Fernandez de Castro (c. 1230-?) - sposò Pedro Díaz, signore di Carcar: con discendenza;

    2. María Sancha Gutiérrez (Ruiz) de Castro (1190-?) - sposò Suero Téllez de Meneses y García de Villamayor, signore di Ossa (1180-1224): con discendenza;

  5. Sancha Rodriguez de Castro (?-dopo il 1184) - sposò Álvaro Rodríguez de Guzmán, signore di Mansilla: con discendenza;
  6. (legittima con Estefania Perez de Traba) Urraca Rodriguez de Castro (1140-?) - sposò Diego Sánchez de Rojas, III signore di Rojas: con discendenza; e Rodrigo Fróias de Trastamara (1130-?): con discendenza;
3. (II) Urraca Fernandez de Castro - sposò il conte Rodrigo Martínez (?-1138)
  1. (illegittima con Alfonso VII di León) Estefania Alfonso (1139/1148-1180) - sposò Fernando Rodríguez de Castro el Castellano (1125-1185): con discendenza;
4. (II) Martin Fernandez de Hita - sposò Elvira Nunez de Lara (1083-?): discendenti vedi: Linea de Alarcon
5. (II) Pedro Fernandez de Castro (1115-1184), primo maestro dell'Ordine di Santiago: 
  1. Fernando Pérez de Castro - sposò Teresa Bermúdez: con discendenza;
  2. Gómez Pérez de Castro, tenente di Santullán.
  3. Elo Pérez de Castro, prima badessa nel monastero di Santa Cruz de Valcarcel
  4. María Pérez.
  5. Milia Pérez de Castro

### Linea de Valenzuela
1. Martin Sanchez de Castro - sposò Urraca Sánchez de Valenzuela, IV signora Villa de Valenzuela:
  1. Juan Perez de Valenzuela, V signore Villa de Valenzuela - sposò Aldonza Fernandez de Castro:
    1. Martin Sanchez de Valenzuela, VI signore Villa de Valenzuela - sposò Sancha Martinez de Porras:
      1. Juan Pérez de Valenzuela, VII signore di Valenzuela - sposò Juana Fernandez de Biedma:
        1. Juan Perez de Valenzuela (1385-1430) - sposò Berenguela Alfonso de Montemayor; sposò Juana Fernandez Carrillo:
          1. 1 :)
          2. (II) Juan Perez de Valenzuela Fernandez Carrillo (1430-?) - sposò Beatriz Gonzalez de Escavia:
            1. Alonso Perez de Valenzuela Ruiz de Canete (c.1470-1560) - sposò Leonor Alonso de la Cava (1475-1568):
              1. Leonor Martinez de la Cava - sposò Francisco Hernandez de Estrada: con discendenza;
              2. Alonso Perez de Valenzuela y Alonso de la Cava (c.1492-1577) - sposò Juana Lopéz
                1. Francisco Pérez de Valenzuela López (1528-1599), capitano generale del Cile - sposò Beatriz Buisa Cabeza de Vaca Villarroel:
                  1. Catalina de Barahona y Buisa (1548-1605) - sposò Andrés López de Gamboa Ibieta (1542-1602): con discendenza;
                  2. Alonso Pérez de Valenzuela Buisa (1560-1599) - sposò Mariana Verdugo de la Vega
                  3. Francisco Pérez de Valenzuela Buisa (1562-1599) - sposò Mencia Moraga Galindo Ribera (?-1603): - discendenti: Linea cilena
                  4. García de Villarroel y Pérez de Valenzuela, presbitero

                2. Julian Pérez de Valenzuela Lopez (1530-?)
                3. Alonso Pérez de Valenzuela Lopez - sposò Felicitas de Arteaga:
                  1. Juan Pérez de Valenzuela - sposò Helena Heslin Vera (1575-?)
                    1. Alonso Pérez Valenzuela y Eslin Vera (1597-1658) - sposò Luisa de Bolivar y Diaz de Rojas (1592-prima del 1692):
                      1. Buenaventura Pérez Valenzuela y Bolívar (1616-?)
                      2. Capitan Alonso Pérez Valenzuela y Bolívar (1618-1681)
                      3. Alférez Francisco Pérez de Valenzuela y Bolívar (1620-?)
                      4. Pablo Pérez de Valenzuela y Bolívar (1622-?)
                      5. Presbitero Antonio Pérez de Valenzuela y Bolívar (1627-1651)
                      6. Elena Pérez de Valenzuela y Bolívar Diaz de Rojas (prima del 1629-1694) - sposò Lucas Lovera de Otanez y Munoz de Ledezma (1620-1684): con discendenza;

                    2. Juan Pérez Valenzuela y Heslin Vera (1598-1692) - sposò Francisca Vázquez de Bocanegra é Infante de Rojas (1611-1693):
                      1. Paula Pérez de Valenzuela Infante y Vásquez Bocanegra (1632-1680) - sposò Simon de Bolivar y Rebolledo (1683-?): con discendenza;
                      2. María Pérez de Valenzuela e Infante (1645-?)
                      3. Baltazar Pérez Valenzuela e Infante (c.1649-?)
                      4. José Pérez Valenzuela e Infante

                    3. Pedro Pérez Valenzuela y Heslin Vera
                    4. Beatriz Pérez Valenzuela y Heslin Vera
                    5. María Pérez Valenzuela y Heslin Vera

                4. García de Villarroel

        2. Pedro Fernandez de Valenzuela - sposò Juana Fernandez de Cordoba:
          1. Juan Rodriguez de Valenzuela - sposò Gracia Rodriguez de Pineda Baena
            1. Rodrigo Fernández de Valenzuela - sposò Beatriz de Valenzuela:
              1. Maria de Valenzuela - sposò Pedro de Torreblanca, sindaco di Baena

            2. Luis Fernández de Valenzuela - sposò Leonor Yanez de Godoy:
              1. Pedro Fernandez de Valenzuela - sposò Beatriz de Valenzuela
                1. Luis  Fernandez de Valenzuela - sposò Maria de Vasconcelos:
                  1. Luis de Valenzuela - sposò Maria de Navarrate:
                    1. Luis Fernandez de Valenzuela - sposò Ines Maria Muniz de Godoy:
                      1. Antonio Luis de Valenzuela y Godoy - sposò María Francisca Fernández de Navarrete Laso de Castilla:
                        1. Luis Fernandez de Valenzuela y Godoy - sposò Ana Alfonso de Sousa y Cordoba:
                          1. Maria Antonia Fernandez de Valenzuela y Alfonso de Sousa - sposò Diego de Cabrera y Cárdenas, IV conte di Villanueva de Cárdenas (?-1745) con discendenza; e Pedro Fernández de Mesa, V marchese di Villaseca

            3. Jerónimo de Valenzuela - sposò Maria Gutierrez de Porras:
              1. Jeronimo de Valenzuela - sposò Maria Clavijo:
                1. Diego de Valenzuela - sposò Francisca de Valenzuela:
                  1. Pedro Fernandez de Valenzuela - sposò Isabel Fajardo y Mendoza:
                    1. Pedro Fernandez de Valenzuela - sposò Francisca de Córdoba y Guzmán:
                      1. Luis de Valenzuela Fajardo y Córdoba, cavaliere dell'Ordine di Alcantara - discendenti: Linea Valenzuela Fajardo y Cordoba

                2. Antonio Ramirez de Valenzuela - sposò Catalina Ximénez de la Membrilla:
                  1. Francisca de Valenzuela - sposò Diego de Valenzuela: con discendenza;
                  2. María de Valenzuela - sposò Juan de Carvajal Mendoza y Hermosilla (1518-?): con discendenza;
                  3. Elvira de Valenzuela - sposò Luis Muñiz de Godoy y Carrillo: con discendenza;

            4. Juan Pérez de Valenzuela - sposò Francisca de Leyva:
              1. Mariana de Valenzuela - sposò Jorge Fernandez de Cordoba: con discendenza;

      2. Gonzalo Sánchez de Valenzuela - sposò Teresa Fernandez de la Penuela 
        1. Alfonso Fernandez de Valenzuela (?- dopo il 1452) - sposò Maria Ramirez Davalos:
          1. Ruy Munoz
          2. Juan Perez de Valenzuela

      3. Fernán Sánchez de Valenzuela - sposò Mencia Diaz de Mendoza:
        1. Sancho Diaz de Valenzuela, sindaco di Arjona - sposò Mayor Jimenez:
          1. Pedro Diaz de Valenzuela y Jimenez (c. 1440-?) - sposò Mencia Nino de Morales:
            1. Sancho de Valenzuela y Niño, commissario del Santo Ufficio dell'Inquisizione (1460-1526) - sposò Elvira Pariaga y Dolores (1470-1528):
              1. Leonor Niño de Valenzuela y Pariaga (1495-1560) - sposò García de Solier y Gómez de San Clemente, conquistatore e governatore di Santo Domingo (1495-1537): con discendenza;
              2. Sancho Valenzuela y Parlaga
              3. Rodrigo Valenzuela y Parlaga

          2. Mencia de Valenzuela - sposò Garcia de Mieres: con discendenza;

      4. Lope Sánchez de Valenzuela, signore de Baeza - sposò Leonor Yanez de Godoy:
        1. Pedro de Valenzuela - sposò Catalina Hernandez de Olid Reolid 
          1. Isabel de Valenzuela y Hernandez de Olid - sposò Diego Vazquez de Acuna: con discendenza;

      5. Alfonso Sánchez de Valenzuela - sposò Mayor Alfonso Venegas:
        1. Alfonso Fernandez de Valenzuela - sposò Juana Fernandez Carrillo:
          1. Juan Perez de Valenzuela - sposò Maria Mendez de Sotomayor:
            1. Costanza Fernandez de Valenzuela: con discendenza;

#### Linea cilena
1. Francisco Pérez de Valenzuela Buisa (1562-1599) - sposò Mencia Moraga Galindo Ribera (?-1603): - discendenti: Linea cilena
  1. Francisco Pérez de Valenzuela Moraga, governatore del Cile (1584-1641) - sposò Juana Villagra Mejia (1600-?); sposò Maria Aranda Valvidia Salazar La Reinaga (dopo il 1620-1715):
    1. (I) Juan Pérez de Valenzuela Villagra (1620-1655) - sposò Catalina Silva-Bohórquez Monte de Sotomayor (1626-1673):
      1. Juana Valenzuela Silva (1641-?) - sposò Domingo Erazo Ubitarte
      2. Antonio Valenzuela Silva Bohórquez (1642-?)
        1. Miguel Perez de Valenzuela Ponce de Léon (1692-?) - sposò Agustina de Ibarra y Márquez de Estrada:
          1. Pedro Nolasco de Valenzuela e Ibarra (c.1726-?) - sposò Rosa de la Arriagada y Cordero Donoso; sposò Buenaventura Saavedra y Arriola
            1. (I) Manuel José de Valenzuela y de la Arriagada (1767-?) - sposò Ana Josefa Saavendra Zamorano (1770-1852):
              1. José María Valenzuela y Saavedra (1802-1868) - sposò Petronila Arratia y Mardones:
                1. Adelaida Valenzuela Arratia (c.1830-?) - sposò Toribio Mujica Arias de Molina: con discendenza;
                2. Damiana Valenzuela Arratia (1835-1870) - sposò José Eugenio Valderrama (1831-1879): con discendenza;
                3. Eleuterio Valenzuela Arratia - sposò Concepcion Riveros Parga:
                  1. Régulo Valenzuela Riveros, senatore di Santiago del Cile (1861-1932) - sposò Rosa Herminia Valdes Arias (1859-1907); sposò Isabel Harrison de la Puente (1880-1947);
                    1. Óscar Valenzuela Valdés (1887-1969) - sposò Luz Vera Calvo:
                      1. Regulo Valenzuela Vera (1912-1946) - sposò Isabel Matte Veras: con discendenza;

                    2. Gustavo Ramiro Eufrasio Valenzuela Valdés (1894-1923) - sposò Rosa Del Carmen Martínez Bravo (1892-1976); sposò Olga Laurentina del Carmen Rodríguez Manterola (1898-?):
                      1. Herminia Rosa Valenzuela Martínez (1923-1975) - sposò Ramberto Hernán Moreno Valenzuela (1923-2004): con discendenza;
                      2. Luis Gonzalo Valenzuela Rodríguez (1921-1977):
                        1. Gonzalo Valenzuela Baudrand (1944-2001): con discendenza;
                        2. altri quattro figli

                      3. Gustavo Valenzuela Rodríguez

                    3. Teresa Valenzuela Valdes - sposò Ricardo Pastor de la Cruz Valdivieso Cifuentes (1888-?): con discendenza;
                    4. Néstor Valenzuela Valdés (1899-1975) - sposò Oriana Izquiero Huneeus
                    5. Rosa Elena Valenzuela Valdés - sposò Juan Maria Zalles Caldéron (1879-1965): con discendenza;
                    6. Inés Valenzuela Harrison - sposò Ricardo Besa Vicuna (1904-?): con discendenza;
                    7. Blanca Valenzuela Harrison - sposò Manlio Fantini Barbero: con discendenza;
                    8. Rebeca Valenzuela Harrison - sposò Manuel Caballero: con discendenza;
                    9. Leonor Valenzuela Harrison - sposò Wenceslao Larrain Cordovez (1897-?)

                  2. Zoila Rosa Valenzuela Riveros
                  3. Arturo Valenzuela Riveros
                  4. Eleuterio Valenzuela Riveros

                4. Baldomero Valenzuela Arratia - sposò Natalia Quezada Navarrete:
                  1. Camilo Valenzuala Quezada - sposò Emma Godoy:
                    1. Camino Valenzada Godoy - sposò Rebeca Riveros Bejares: 
                      1. un figlio

                5. José Domingo Valenzuela y Arratia - sposò Mercedes Valenzuela Merino; sposò Trinidad Gómez y de los Reyes:
                  1. Virginia Valenzuela Valenzuela (1859-1935) - sposò Crispulo Mujica Saavedra (1848-1912): con discendenza;
                  2. Mercedes Aurelia Valenzuela Gomez

              2. Pedro Valenzuela Saavedra (?-1890) - sposò Josefa Merino Pizarro:
                1. Pedro Eliodoro Valenzuela Merino (1837-?) - sposò Emeteria Mozo Molina:
                  1. Hermógenes Valenzuela Mozó - sposò Clara Luz Marin Briones (1865-1936):
                    1. Inés Valenzuela Marín (1891-1986) - sposò Roberto Pumarino Castro: con discendenza;
                    2. Alejandro Valenzuela Marín (1896-1934) - sposò Amalia Dorr Rheingans (1896-1981):
                      1. Renato Valenzuela Dörr (1923-2000) - sposò Eliana Thumm Guerra (1925-1999):
                        1. Marcelo Valenzuela Thumm
                        2. un figlio

                      2. Raquel Valenzuela Dörr (?-2016): con discendenza;
                      3. Eliana Valenzuela Dörr
                      4. altri 4 figli

                    3. María de la Luz Valenzuela Marín (1916-?)
                    4. Hermógenes Valenzuela Marín
                    5. Hortencia Valenzuela Marín - sposò Henrique Molina: con discendenza;
                    6. altri due figli

                  2. Laura Valenzuela Mozó - sposò Rodolfo Espinosa Fuenzalida: con discendenza;
                  3. Pedro Eleodoro Valenzuela Mozó - sposò Esmeralda Merino Rodriguez
                  4. Aurelia Ana Rosa de las Mercedes Valenzuela Mozó - sposò Roberto Garcia Valenzuela
                  5. Hortensia Valenzuela Mozó - sposò Ismael Garcia Barrueto: con discendenza;
                  6. Concepción Valenzuela Mozó
                  7. Luis Valenzuela Mozó - sposò Mercedes Munoz Grez:
                    1. Lucia Valenzuela Munoz
                    2. Graciela Valenzuela Munos

                2. Elías Valenzuela Merino - sposò Mercedes Labbé Silva:
                  1. Eladio Valenzuela Labbé (1876-?) - sposò Carmen Rosa Briones Briones (1879-?):
                    1. Alfredo Valenzuela Briones (1901-?)
                    2. Celia Valenzuela Briones
                    3. Nibaldo Valenzuela Briones: con discendenza;
                    4. Estela Valenzuela Briones
                    5. María Valenzuela Briones
                    6. Osvaldo Valenzuela Briones

                  2. Sara Valenzuela Labbé
                  3. Galvarino Valenzuela Labbé

                3. María de la Cruz Valenzuela Merino - sposò Adeodato García del Postigo y de la Vega: con discendenza;
                4. Mercedes Valenzuela Merino - sposò José Domingo Valenzuela y Arratia: con discendenza;

              3. Mercedes Valenzuela Saavedra - sposò Mariano Saavendra Silva: con discendenza;

            2. (II) Pedro Pablo Pérez de Valenzuela Saavedra - sposò Juana Petronila Díaz Ahumada; sposò María Mercedes de Mardones y Labra:
              1. Alejo Valenzuela Díaz (1816-1879) - sposò Ana Basterrica Valenzuela:
                1. Zulema Valenzuela Basterrica - sposò Adeodato Garcia Valenzuela: con discendenza;

              2. Juan Fernando Valenzuela Díaz - sposò Juana Evangelista Basterrica Mayol:
                1. Germán Valenzuela Basterrica (1859-?) - sposò Maria Amelia Basterrica Herrera:
                  1. Olga Valenzuela Basterrica (1903-2007) - sposò Humberto Fuenzalida Navarrete (1901-?): con discendenza;
                  2. Graciela Valenzuela Basterrica

                2. Roberto Valenzuela Basterrica - sposò Blanca Molina
                  1. Ines Valenzuela Molina
                  2. un figlio
                  3. Elsa Valenzuela Molina

                3. Ernesto Valenzuela Basterrica - sposò Leontina Salas:
                  1. due figli
                  2. Maximiliano Valenzuela Salas: con discendenza;

                4. Ana Luisa Valenzuela Basterrica
                5. Guillermo Valenzuela Basterrica - sposò Chita Gomez
                6. Rafael Valenzuela Basterrica
                7. Laura Valenzuela Basterrica

              3. Carmen Ciriaca Valenzuela Díaz - sposò Lorenzo Segundo del Villar y Garcia
              4. José Anacleto Valenzuela y Díaz (1812-1866) - sposò Maria Jose Valenzuela y Arratia:
                1. Rafael Irineo Valenzuela y Valenzuela (1861-1939):
                  1. Humberto Luis Augusto Valenzuela y García del Postigo (1896-1971):
                    1. Humberto Valenzuela Bustamente: con discendenza;

              5. un figlio
              6. Ana María Valenzuela Díaz - sposò José María de Basterrica Mayol (1823-?): con discendenza;

          2. Manuel Pérez de Valenzuela Ibarra - sposò María Josefa de la Arriagada Casas Cordero:
            1. José Pérez de Valenzuela Arriagada (1764-?) - sposò Maria Mercedes Velasco y de los Reyes:
              1. Manuel José de Valenzuela y Velasco (1795-?) - sposò Ana Josefa Saavedra Zamorano; sposò Maria Guzman Bustamente:
                1. José Gregorio Valenzuela y Guzmán (1847-?) - sposò Dolores Blanco Maturana; sposò Filomena de Silva Borgas y Avaria:
                  1. Albino Valenzuela Blanco (1875-?) - sposò Elena Maturana Merino:
                    1. Guillermo Valenzuela Maturana (1902-?): con discendenza;

                  2. Primitiva Valenzuela Blanco - sposò Juan Francisco Bozo Zamorano: con discendenza;
                  3. Torina Valenzuela Silva (1884-?) - sposò Juan Guerra Toledo (1878-?)
                  4. Osvaldo Eulogio Mauricio Valenzuela Silva (1887-?)
                  5. Manuel Florencio Valenzuela Silva (1888-?)

                2. José Miguel Valenzuela Guzmán
                3. José María Valenzuela Guzmán - sposò Rosa Novoa Concha:
                  1. Emilia Valenzuela Novoa - sposò Antonio Belisario Lavin Castillo: con discendenza;
                  2. Luis Valenzuela Novoa (?-1918) - sposò Luscinda Lavin y Diaz Munoz:
                    1. Victoria Valenzuela Lavin - sposò Benito del Villar Lamoza: con discendenza;
                    2. Julia Valenzuela Lavin - sposò Alberto Etchegaray Etchepare: con discendenza;

              2. Maria del Carmen de Valenzuela y Velasco

            2. Rita Pérez de Valenzuela Arriagada - sposò Manuel de Mardones Labra: con discendenza;

          3. Fernando Pérez de Valenzuela e Ibarra - sposò Josefa de Ahumada y Rodríguez:
            1. Tránsito Pérez de Valenzuela y Ahumada - sposò Jullian Meneses y Alvarado: con discendenza;

      3. Bartolomé Pérez de Valenzuela Silva Borges (c.1660-1717) - sposò Agustina Ruiz de Peralta Camus (1664-1740):
        1. María Josefa Pérez de Valenzuela y Ruiz de Peralta (1683-1775) - sposò Juan Torres-Carvajal San Martin (1687-1743): con discendenza;
        2. Manuel Perez de Valenzuela Silva (1684-?)
        3. Antonia Pérez de Valenzuela Ruiz de Peralta (1688-1729) - sposò Baltazar Bravo de Naveda Zuniga, maestre de campe (Grado militare) (1690-1763): con discendenza;
        4. Lorenzo Pérez de Valenzuela Ruiz de Peralta (c.1695-?) - sposò Maria Ana Rojas Ovalle:
          1. Ignacia Pérez de Valenzuela Rojas Ovalle - sposò Juan Bautista Fontecilla Villela
          2. Maria del Carmen Pérez de Valenzuela Rojas Ovalle

        5. Francisca Javiera Pérez de Valenzuela Ruíz de Peralta (1695-?) - sposò Pedro Nolasco Ureta Prado, Maestre de campe (1687-?): con discendenza; sposò Antonio de Gamboa y Ahumada (1700-1785): con discendenza;
        6. Agustina Pérez de Valenzuela y Ruíz de Peralta (1697-1768) - sposò Bartolomé Bernardo de las Cuevas y Astorga (1708-1739): con discendenza;
        7. Juan José Pérez de Valenzuela Ruiz de Peralta (c.1703-?) - sposò Petronila Burgos de los Reyes (1710-1775); sposò Ursula Allende Suarez:
          1. (I) José Antonio Valenzuela Burgos de los Reyes - sposò Paula Moran Vargas:
            1. Tomasa Valenzuela Moran (?-1846) - sposò Francisco Domínguez Heras (1797-1873): con discendenza;

          2. (I) Josefa Valenzuela Burgos de los Reyes - sposò Francisco Aguilar de los Olivos (1742-?): con discendenza;
          3. (II) Josefa Pérez Valenzuela Allende (1721-?) - sposò Tomas Duran Rabaneda: con discendenza;
          4. (II) María de Gracia Pérez de Valenzuela Allende
          5. (II) Basilio Pérez de Valenzuela Allende (c.1723-?)

        8. Rosa Pérez de Valenzuela Ruiz de Peralta (1711-1775) - sposò Pedro Serrano Vellejo Sagredo: con discendenza;
        9. Catalina Pérez de Valenzuela Ruiz de Peralta - sposò Fernando Molina Astorga Ureta (?-1783): con discendenza;
        10. Bartolomè Pérez de Valenzuela y Ruiz de Peralta - sposò Rosa Serrano Vallejo
        11. Pedro Pérez de Valenzuela y Ruiz de Peralta - sposò Margarita Buendia Llanos
        12. un figlio

      4. Juan Pérez de Valenzuela Silva Borges (1662-1700) - sposò Antonia Rio Ballesteros del Barrio:
        1. Francisco Pérez de Valenzuela y Rios Ballesteros - sposò Maria Ventura Garcia:
          1. María Antonia Pérez de Valenzuela y García (1710-1750) - sposò Juan José de Vega Bazán y Ramírez de Arellano (1687-1763): con discendenza;
          2. Antonio Pérez de Valenzuela y Garcia (1716-1806) - sposò Manuela Loysel Delgado (1720-1794):
            1. Tadeo Pérez de Valenzuela y Loysel (c.1760-dopo il 1819) - sposò Antonia Jimenez Munoz (1763-1803):
              1. Pedro Pérez de Valenzuela y Jimenez (1799-1851) - sposò Carmen Gac del Canto (1814-1868):
                1. Gabriela Pérez de Valenzuela Gac (1833-1915) - sposò Ramon Pérez de Valenzuela Ruiz (1825-1904):
                  1. Adela Pérez de Valenzuela (1858-1917) - sposò Enrique Meyer-Scholle (1854-1895): con discendenza;

                2. Maria Pérez de Valenzuela Gac (1835-?) - sposò Antonio Martinez: con discendenza;

            2. Dolores Perez de Valenzuela y Loysel (1773-1801) - sposò Francisco González Galayso (1770-?): con discendenza;
            3. Maria Antonia Perez de Valenzuela y Loysel

      5. María Valenzuela Silva - sposò Gaspar Pérez de Valenzuela López de Gamboa (?-1686): con discendenza;
      6. Sebastiana Valenzuela Silva

    2. (II) Catalina Pérez de Valenzuela Aranda Valdivia
    3. (II) Pedro Pérez de Valenzuela Aranda Valdivia (1627-1682) - sposò María Josefa Montenegro Valiente de Elosú (1632-1675); sposò Lorenza Toledo y Sarzosa (1651-1710):
      1. (I) Ana Valenzuela Valiente de Elosú (1663-1738) - sposò Nicolás de la Arriagada Gajardo Guerrero (1655-1735): con discendenza;
      2. (I) Francisco Pérez de Valenzuela y Valiente de Elosú (?-1722) - sposò María Josefa Navarro de León y Arriagada; sposò María Josefa Iribarren Oyarzún:
        1. (I) María Petronila Valenzuela Navarro de León (1708-?) - sposò Juan Montero del Aguila (1679-1764): con discendenza;
        2. I. Francisco Valenzuela Navarro de León - sposò Ines Guerra Munoz
        3. I. Ignacio Valenzuela Navarro de León - sposò Maria Guerra Munoz
        4. I. Felipe Valenzuela Navarro de León - sposò Juliana Úrsula Canales de la Cerda y Vélez
          1. Fermin Pérez de Valenzuela y Canales de la Cerda - sposò María del Tránsito de Ahumada y Rodríguez:
            1. Josefa Pérez de Valenzuela y Ahumada - sposò Antonio de las Cuevas y Cárdenas: con discendenza;

        5. (I) Rosa Valenzuela Navarro de León
        6. (I) Juan Jose Valenzuela Navarro de León - sposò Antonia de Rojas; sposò Josefa Cabrera Soto:
          1. II. Ignacio Valenzuela Cabrera (1752-?) - sposò Mercedes Moraga Cornejo (1754-1777):
            1. Juana Josefa Valenzuela Moraga (1777-1858) - sposò Manuel Droguett Miranda (1771-1858): con discendenza;

          2. II. Santiago Valenzuela Cabrera - sposò Laura Cabrera:
            1. Teodoro José Valenzuela Cabrera (1790-1841) - sposò Magdalena Medina Mandujano:
              1. José Antonio Valenzuela Medina - sposò Maria Luisa Arratia Arriagada (1825-?)
                1. (con Petronila Caceres) José Luis Valenzuela Caceres (1840-1928) - sposò Filomena Gonzalez Reyes 
                  1. Arturo Valenzuela Gonzalez (1882-?) - sposò Lucia Lafourcade Aceituno (1896-?)
                    1. un figlio
                    2. Raquel Valenzuela Lafourcade (1920-?) - sposò Ernesto Anguita Herrera: con discendenza;

                  2. Berta Valenzuela Gonzalez (1896-1992) - sposò Pedro Daza Brantes (1890-1969): con discendenza;

              2. Matías José Valenzuela Medina (c.1830-?) - sposò Antonia Day Jara:
                1. Manuel Francisco Valenzuela Day (1855-1887) - sposò Matilde del Rio Lenoble:
                  1. un figlio
                  2. Manuel Alejandro Valenzuela del Rio (1883-?) - sposò Laura María de la Luz Marín Nuñez: con discendenza;

                2. Domitila Valenzuela Day - sposò Juan Bautista Day Lara: con discendenza;
                3. Perpetua Valenzuela Day
                4. Teodoro Valenzuela Day
                5. Juan Baustista Valenzuela Day
                6. Samuel Valenzuela Day - sposò Matilde del Rio Lenoble:
                  1. Samuel Valenzuela del Rio

                7. Maximiliano Valenzuela Day

              3. Bruno José Valenzuela Medina
              4. Juana de los Dolores Valenzuela Medina

          3. II. Feliciana Valenzuela y Cabrera - sposò Juan Antonio Gálvez y Mauriola

        7. I. Diego Valenzuela Navarro de León - sposò Catalina Osorio
        8. I. Florencia Valenzuela Navarro de León - sposò José Guerra
        9. II. Pedro Valenzuela Iribarren
        10. II. Bernardo Valenzuela Iribarren - sposò Francisca Nunez de Guzman Labra:
          1. Maria de los Dolores Valenzuela Guzman

        11. II. Manuel Valenzuela Iribarren (?-1801) - sposò Juana Nunez de Guzman Labra:
          1. Maria del Carmen Valenzuela Guzman - sposò Luis Melchor Francisco Urzua y Fuenzalida (1740-?): con discendenza;
          2. Manuel Valenzuela Guzmán (1763-1820) - sposò Maria del Rosario Torrealba Bravo de Naveda; sposò Transito Melendez Baeza:
            1. Francisco Javier Valenzuela Torrealba (c. 1780-1854) - sposò Carmen Castillo Saravia (1782-?); sposò Mercedes Sanchez Martinez de Matta:
              1. Luisa Emerenciana Valenzuela Sanchez - sposò Juan Bautista Valenzuela Castillo (1823-1907): con discendenza;
              2. Mercedes Antonia Valenzuela Sanchez - sposò Manuel Valenzuela Castillo (?-1889): con discendenza;

            2. Juan de Dios Valenzuela Torrealba (c. 1790-?) - sposò Mariana del Castillo Saravia (1790-1845):
              1. Juan Bautista Valenzuela Castillo (1823-1907) - sposò Luisa Emerenciana Valenzuela Sanchez; sposò Carmen Munoz Leiva:
                1. Enrique Teodosio Valenzuela Valenzuela (1852-1934) - sposò Maria Mercedes Valenzuela Maffet (1860-?):
                  1. María Luisa Valenzuela Valenzuela (1888-?)
                  2. Enrique Valenzuela Valenzuela (1889-?)
                  3. Gabriel Valenzuela Valenzuela (1890-?)
                  4. Gabriel Valenzuela Valenzuela (1893-1946) - sposò Maria Isabel Infante Schwirth (1897-?):
                    1. Isabel del Carmen Valenzuela Infante (1920-?)
                    2. Maria Eugenia Valenzuela Infante (1925-?) - sposò Enrique Gazmuri Escudero (1917-?): con discendenza;
                    3. Carmen Valenzuela Infante

                  5. Lucrecia Valenzuela Valenzuela (1893-1961) - sposò Ricardo Arturo Ramirez Pena y Lillo (1893-?): con discendenza;
                  6. Mercedes Valenzuela Valenzuela (1896-?)
                  7. Hortencia Valenzuela Valenzuela (1898-?)

                2. Juan Esteban Valenzuela Valenzuela (1853-?)
                3. Juan Bautista Valenzuela Valenzuela (1860-?)
                4. Salomé Valenzuela Valenzuela (1864-1891) - sposò Eduardo Estevez Maffet (c.1863-?): con discendenza;
                5. Marcos Sergio Valenzuela Valenzuela
                6. Irene Valenzuela Valenzuela
                7. Fernando Segundo Valenzuela Valenzuela
                8. Luisa Víctoria Valenzuela Valenzuela
                9. Mercedes Luisa Valenzuela Valenzuela
                10. Sabino Valenzuela Valenzuela

              2. Exequiel Valenzuela Castillo (1825-1890) - sposò Teresa Pereira Pérez de Andía y Varela e Josefa Lantaño Solar (1833-1894):
                1. Ignacio Valenzuela Pereira - sposò Lucila Bustos Sepulveda:
                  1. Roberto Valenzuela Bustos sposò Filomena Valenzuela Labbé:
                    1. Roberto Valenzuela Valenzuela: si sposò ed ebbe discendenza;
                    2. Alvaro Valenzuela Valenzuela - sposò Hortensia Alcalde Irarrázaval (?-2019):
                      1. tre figli
                      2. Alvaro Enrique Valenzuela Alcalde

                    3. Ignacio Valenzuela Valenzuela
                    4. altri due figli

                  2. Teresa del Carmen Valenzuela Bustos

              3. Concepcion Valenzuela Castillo (c.1824-?)
              4. José Luis Valenzuela Castillo, sacerdote (1834-1882)
              5. Mariana Valenzuela Castillo - sposò Tadeo Lavin Cuevas (1816-?) con discendenza;
              6. Camilo Valenzuela Castillo - sposò Petronila de la Sotta Canas:
                1. Camilo Enrique Valenzuela Sotta
                2. Matilde Valenzuela Sotta - sposò Ramón Luis Arriagada Henriquez

              7. José Santos Santos Valenzuela Castillo - sposò Mercedes Bernales Urmeneta:
                1. Noemí Valenzuela Bernales (1863-?) - sposò Luis Fernandez Bernales (1859-?): con discendenza;
                2. Carlos Valenzuela Bernales
                3. Alejandro Valenzuela Bernales
                4. Leopoldo Valenzuela Bernales
                5. José Santos Valenzuela Bernales
                6. Mariía Teresa Valenzuela Bernales
                7. Guillermina Valenzuela Bernales
                8. Rebeca Valenzuela Bernales

              8. Carmen Valenzuela Castillo, suora;
              9. Fermín Valenzuela Castillo - sposò Mamerta Cruzat Silva:
                1. Pedro Nolasco Valenzuela Cruzat - sposò Sofia Fernandez Rosales; sposò Isabel Larrain Montes (1835-?):
                  1. Fermín Valenzuela Fernández (1902-?) - sposò Bertha Marchant Correa (1905-?):
                    1. 7 figli
                    2. José Tomas Fermin Valenzuela Marchant: con discendenza;

                  2. Jorge Valenzuela Fernández
                  3. Eliseo Valenzuela Larraín (1882-?) - sposò Trinidad Echazarreta Lermin:
                    1. Pedro Valenzuela Echazarreta (1910-?) - sposò Macarena Irarrázaval Barros (1927-2014): con discendenza;
                    2. Fernando Valenzuela Echazarreta (1916-?) - sposò Amelia Undurraga Cruzat (1969-2019):
                      1. Manuel Ramon Valenzuela Undurraga: con discendenza;

                    3. Isabel Valenzuela Echazarreta
                    4. Marta Valenzuela Echazarreta
                    5. María Valenzuela Echazarreta - sposò Francisco Larrain Bunster: con discendenza;

                  4. Joaquín Valenzuela Larraín - sposò Ana Adriana Via Ortuzar (1897-?): con discendenza;
                  5. Aurora Valenzuela Larrain
                  6. Lidia Valenzuela Larraín - sposò Carlos Samuel Reed Rosa (1888-1949): con discendenza;
                  7. Estela Valenzuela Larrain
                  8. Isabel Valenzuela Larrain
                  9. Inés Valenzuela Larrain, suora
                  10. Pedro Valenzuela Larraín - sposò Pastora Benavente Bustamente:
                    1. 5 figli
                    2. Maria Ines Valenzuela Bustamente - sposò Luis Enrique Montero Rivera;

                2. Mamerta Valenzuela Cruzat
                3. Micaela Valenzuela Cruzat
                4. Mercedes Antonia Valenzuela Cruzat - sposò Alejandro Parot Silva: con discendenza;
                5. Julia Valenzuela Cruzat - sposò Vicente Velasco Montes: con discendenza;
                6. Juan de Dios Valenzuela Cruzat - sposò Sara Joglar Rojas:
                  1. 3 figli
                  2. Raquel Valenzuela Joglar - sposò Guillermo Larrain Simkins: con discendenza;

                7. Rosario Valenzuela Cruzat - sposò Jorge Cacéres Miranda: con discendenza;

              10. Manuel Valenzuela Castillo (?-1889) - sposò Manuela Castillo Valenzuela; sposò Mercedes Antonia Valenzuela Sanchez:
                1. Manuel Francisco Valenzuela Castillo
                2. Elisa Valenzuela Castillo
                3. Matilde Valenzuela Castillo
                4. María Luisa Valenzuela Valenzuela
                5. Eduvigis Valenzuela Valenzuela - sposò Estenislao Zenteno Gana (1834-1892): con discendenza;

              11. Juan de Dios Valenzuela Castillo (1830-1902) - sposò Loreto Velasco Montes 
                1. Lucrecia Valenzuela Velasco (c.1872-?)
                2. Laura Valenzuela Velasco (c.1868-?)
                3. Rosa Valenzuela Velasco (c.1879-?)
                4. Juan de Dios Valenzuela Velasco - sposò Melesia del Rio Talavera:
                  1. Mercedes Melesia Valenzuela del Rio (1893-?)
                  2. María Inés Valenzuela del Rio (1894-?)
                  3. Juan de Dios Valenzuela del Rio (1895-?)
                  4. Maria Marta Valenzuela del Rio (1897-?) - sposò Joaquín Fernando Tupper Huneeus (1898-1946): con discendenza;
                  5. María Berta Valenzuela del Rio (1898-?)

                5. Margarita Valenzuela Velasco - sposò Josué García-Huidobro García-Huidobro (1870-1910): con discendenza;
                6. Moisés Valenzuela Velasco - sposò Dolores Palacios Veras:
                  1. Moisés Valenzuela Palacios - sposò Florencia Somarriva Undurraga:
                    1. 3 figli
                    2. Adriana Valenzuela Somarriva (?-2018) - sposò Humberto Bravo Silva (1924-2015): con discendenza;

            3. Nicolás Valenzuela Torrealba (1790-?) - sposò Maria Antonia Baeza Grez; sposò Isabel Barros Baeza (1820-1878):
              1. Maria Valenzuela Baeza
              2. Mariana Valenzuela Baeza - sposò Pedro Nolasco Barros Baeza (1817-1869): con discendenza;
              3. Jose Leonardo Valenzuela Baeza (?-1880) - sposò Matilde Torrealba Silva:
                1. David Valenzuela Torrealba (1862-1947) - sposò Rafaela Dorila Labbé Torrealba (1869-1956):
                  1. Dorila Valenzuela Labbé (1894-1967) - sposò Benjamin Ulloa Valenzuela (1896-1930): con discendenza;
                  2. Jaime Valenzuela Labbé (1912-1989) - sposò Maria Amalia Rollan Bodelon (1918-2013):
                    1. Jaime Antonio David Valenzuela Rollan: con discendenza;
                    2. Julio Alejandro Valenzuela (?-1961)
                    3. altri 5 figli

                  3. David Valenzuela Labbe (?-1964) - sposò Idolis Quiroga; sposò Natalia del Carmen Luco Acuna (?-1950):
                    1. Mario Valenzuela Luco (1918-?): con discendenza;
                    2. Claudio Ramon Valenzuela Luco (1920-1988): con discendenza;
                    3. Sergio Valenzuela Luco: con discendenza;
                    4. Carmen Sylvia Valenzuela Luco (?-2011) - sposò Alvaro Guzman Sepulveda (?-1979): con discendenza;
                    5. un figlio

                  4. Maria Cristina Dorila Valenzuela Labbe (1894-1967) - sposò Luis Staeding Leiva (1892-1957): con discendenza;
                  5. Filomena Valenzuela Labbé - sposò Roberto Valenzuela Bustos: con discendenza;
                  6. Jorge Valenzuela Labbé - sposò Laura Bolados Ritter:
                    1. Jorge Patricio Valenzuela Bolados: con discendenza;
                    2. Ana del Carmen Valenzuela Bolados (?-2017) - sposò Hernan Elizalde Kralgevic: con discendenza;
                    3. David Valenzuela Bolados (?-2016): con discendenza;
                    4. altri 4 figli

                  7. Rafael Valenzuela Labbé - sposò Ines Mosella Pacheco
                  8. Horacio Valenzuela Labbe (1900-?)
                  9. Marta Valenzuela Labbe - sposò Carlos Piraino Pizarro
                  10. Inés Valenzuela Labbé - sposò Luis Ignacio Gamboa Urzua (?-1926): con discendenza;
                  11. Teresa Valenzuela Labbe - sposò José Torrealba Jimenez
                  12. Josefina Irene Valenzuela Labbe (?-1989)
                  13. Renato Valenzuela Labbé (1914-2013) - sposò Blanca Cecilia Silva Gerdtzen (?-2014):
                    1. altri 6 figli
                    2. Margarita Cecilia del Sagrado Corazon Valenzuela Silva: con discendenza;

                2. Filomena Valenzuela Torrealba (?-prima del 1920)
                3. Catalina Valenzuela Torrealba (?-1937) - sposò Blas Torrealba Valenzuela: con discendenza;
                4. Eulogio Valenzuela Torrealba
                5. Guadalupe Valenzuela Torrealba
                6. Amparo Valenzuela Torrealba
                7. Matilde Valenzuela Torrealba
                8. Irene Valenzuela Torrealba, suora
                9. Froilán Valenzuela Torrealba - sposò Josefina Labbé Urzua (?-1913); sposò Ulises Valenzuela Moraga (1891-?):
                  1. Estela Valenzuela Labbé (1873-?) - sposò Joaquin Luco Arriagada (1870-1945): con discendenza;
                  2. Inés Valenzuela Labbé (1908-1986) - sposò Ignacio Gamboa Urzua (1897-?)
                  3. Luis Valenzuela Labbé
                  4. Ramon Valenzuela Labbé;
                  5. Rosario Valenzuela Labbe
                  6. Aliro Valenzuela Labbé - sposò Blanca Leyton Carvajal 
                    1. 7 figli
                    2. Lila Valenzuela Leyton
                    3. Oscar Valenzuela Leyton
                    4. Zosimo Valentuela Leyton
                    5. Marta Valenzuela Leyton - sposò Julio de la Cuadra Larrain: con discendenza;
                    6. Josefina Valenzuela Leyton

                  7. Froilan Valenzuela Labbe - sposò Ida Espinola Guzman 
                    1. 6 figli

                  8. Zosimo Valenzuela labbe
                  9. Josefina Valenzuela Labbe, suora;
                  10. Blanca Valenzuela Labbe, suora
                  11. Miguel Angel Valenzuela Labbé - sposò Dolores Valdovinos del Campo:
                    1. 3 figli
                    2. Mario Valenzuela Valdovinos - sposò Melania Lastenia Diaz Nau (1911-2014): con discendenza;
                    3. Eliana Valenzuela Valdovinos - sposò Jose Miguel Perez de Castro Gutierrez (1908-1941): con discendenza;
                    4. Rodolfo Valenzuela Valdovinos:
                      1. altri nove figli
                      2. Rodolfo Valenzuela Maldonado: con discendenza;

                10. Belarmino Valenzuela Torrealba - sposò Matilde Torrealba Valenzuela; sposò in seconde nozze Felisa Fernandez Vial:
                  1. Ester Valenzuela Torrealba - sposò Luis Anibal Valenzuela Moraga: con discendenza;
                  2. Alfonso Valenzuela Torrealba - sposò Maria Graciela Bonadona Balvontil:
                    1. Mauricio Valenzuela Bonadona: con discendenza;

                  3. German Valenzuela Torrealba
                  4. Leonardo Valenzuela Torrealba
                  5. Guillermo Valenzuela Fernandez

                11. Belisario Valenzuela Torrealba 
                  1. Samuel Valenzuela Labbe; Francisco Javier Valenzuela Labbe; Alfredo Valenzuela Labbe; Carlos Valenzuela Labbe; Filemon Valenzuela Labbe; Luis Valenzuela Labbe; Belisario Valenzuela Labbe; Dario Valenzuela Labbé; Teresa Valenzuela Labbe e Elvira Valenzuela Labbe

              4. José Santos Valenzuela Baeza :)
              5. Francisco Valenzuela Barros :)

            4. Faustino Valenzuela Torrealba :)
            5. Gertrudis Valenzuela Torrealba
            6. Ninfa Josefa Valenzuela Torrealba - sposò Antonio del Castillo Saravia (1785-?): con discendenza;
            7. Maria Dolores Valenzuela Torrealba - sposò Ramon Torrealba Maturana: con discendenza;
            8. Manuel Valenzuela Torrealba :)
            9. Josefa Valenzuela Melendez
            10. Jose Andres Valenzuela Melendez :)
            11. Mercedes Valenzuela Melendez
            12. Leonardo Valenzuela Melendez :)
            13. Javier Valenzuela Melendez :)

          3. Gertrudis Valenzuela Guzman - sposò Fermin Baeza
          4. Mercedes Valenzuela Guzman - sposò Bernardo Baeza Urzua
          5. Juana Josefa Valenzuela Guzmán - sposò Felipe Justo Baeza Urzua

        12. II. María de la Luz Valenzuela Iribarren - sposò Andrés Molina
        13. II. Jacinto Valenzuela Iribarren :)

      3. (I) Alonso Valenzuela Valiente de Elosú :)
      4. (I) Rosa Valenzuela Valiente de Elosú - sposò Antonio Meléndez: con discendenza;
      5. (I) Pedro Valenzuela Valiente de Elosu :)
      6. (I) María Valenzuela Valiente de Elosú
      7. (II) Josefa Valenzuela y Toledo (1678-1743) - sposò Juan Francisco Fausto Baeza (1668-1711): con discendenza;
      8. (II) Francisco Valenzuela y Toledo :)
      9. (II) Maria Rosa Valenzuela y Toledo - sposò Alfonso Quezada del Campo;

    4. (II) Lorenzo Pérez de Valenzuela Aranda de Valdivia :)

  2. Juan "El Viejo" Pérez de Valenzuela Moraga :)
  3. Lorenzo Moraga Pérez de Valenzuela, capitán :)
  4. Juan Alvarado Moraga :)
  5. Fernando Alvarado Moraga

##### Linea Valenzuela Fajardo y Cordoba
1. Luis de Valenzuela Fajardo y Córdoba, cavaliere dell'Ordine di Alcantara - sposò Isabel Monte y Mendoza (c. 1620-?):
  1. Isabel de Valenzuela y Fajardo (1634-?) - sposò Luis Antonio de Togores y Rosell, XIII signore di Jacarilla (1630-1691): con discendenza;
  2. Diego de Valenzuela y Fajardo, cavaliere dell'Ordine di Santiago (1639-?) - sposò María Teresa Beltrán de Caycedo y Ospina (1650-1734); 
    1. Isabel de Valenzuela y Fajardo (c.1671-?) - sposò Alonso de Caicedo y Ramírez Floriano (1655-1726): con discendenza;
    2. Petronila de Valenzuela Fajardo y Caicedo - sposò Pedro de Laiseca Alvarado, sindaco di Santafé (1685-1753): con discendenza;
    3. Luis
    4. Miguel Gregorio
    5. Teresa
    6. Maria de la Concepcion
    7. Nicolas
    8. Jose Cayetano
    9. Diego Valenzuela Fajardo
    10. Antonio Valenzuela Fajardo
    11. (illegittima con Elvira del Campo Salazar y Avilés) María Francisca del Campo Salazar (c.1665-?) - sposò Carlos de Montoya y Cortes (c.1646-?)

### Linea de Araujo
1. Pedro Alvares de Castro, signore del solar de Mantelaes - sposò Maior Rodrigues de Araujo (c.1480-?):
  1. Joao Rodrigues de Araujo - sposò Maior de Sousa:
    1. Diogo da Sousa de Araujo - sposò Isabel Lobato de Zuniga:
      1. Manuel de Araujo e Sousa, signore del Solar de Tora - sposò Margarita Machado (c.1580-?):
        1. Félix Machado de Silva y Castro, I marchese di Montebello (1595-1662) - sposò Violante de Orozco (c.1620-?):
          1. António Félix Machado da Silva e Castro, II marchese di Montebello - sposò Luisa Maria de Mendonça e Eça (c.1650-?): - discendenti: Linea Machado de Mendonça

        2. Eugenia da Silva (1600-?) - sposò Duarte Carneiro Rangel (1585-?): con discendenza;

    2. Ana de Araujo e Sousa - sposò Alvaro da Rocha: con discendenza;

  2. Fernao Velho de Araujo - sposò Isabel Fernades Cerqueira:
    1. Gaspar de Araujo y Castro - sposò María de Pujada y Quiñones, signora del solar de Beja:
      1. Ana de Brito y Castro, signora di Beja - sposò Pedro Gómez de Abreu, I conte di Regalados: con discendenza;

    2. Belquior de Araujo y Castro:
      1. Antonio de Araujo y Castro:
        1. Joao de Araujo e Castro
        2. Francisco de Araujo Botelho - sposò Maria de Aguiar Pimenta:
          1. Catarina da Costa Botelho - sposò Gaspar Cerqueira de Brito: con discendenza;

#### Linea Machado de Mendonça
- 1. António Félix Machado da Silva e Castro, II marchese di Montebello - sposò Luisa Maria de Mendonça e Eça (c.1650-?): - discendenti: Linea Machado de Mendonça
    1. Félix José Machado de Mendonça Eça Castro e Vasconcelos, signore di Entre Homem e Cávado (1677-1731) - sposò Eufrásia Maria de Menezes:
      1. Luis Carlos Machado de Mendoça Eça Castro e Vasconcelos, signore di Entre Homem (1704-?) - sposò Isabel Catarina Henriques 
        1. Jorge Francisco Machado de Mendoça Eça Castro e Vasconcelos, VII signore di Entre Homem (1726-1767) - sposò Luisa Antonia de Saldanha Oliveira e Sousa (1724-1785):
          1. Maria Margarida de Mendonça (1760-1822) - sposò Jorge de Menezes Portugal da Silva (1757-1822): con discendenza;
          2. Luis Machado de Mendonça Eça Castro e Vasconcelos - sposò Maria Ana de Saldanha de Oliveira e Daun (1783-1854):
            1. Maria Amalia Machado de Mendonça Eça Castro e Vasconcelos (1805-1863) - sposò José Maria Rita de Castelo Branco (1788-1872): con discendenza;

          3. (con Antónia Joaquina Gorjão Leite) Joaquim Maria Machado de Mendonça (1746-1808) - sposò Joana Maria Correia de Lacerda (1751-?):
            1. Joao Machado de Mendonça (1773-1840) - sposò Ana Maria dos Remedios:
            2. Marcelino João Machado de Mendonça (1802-1868) - sposò Maria Justiniana Martins dos Santos Oliveira:
              1. Luis Joao Machado de Mendonça (1832-?) - sposò Francisca Lourença Xavier (1826-1885):
                1. Joao Clemente Machado de Mendonça (1877-?) - sposò Maria Vicencia Machado de Mendonça:
                  1. Joao José Machado de Mendonça - sposò Maria Isabel Machado de Mendonça (1896-?)

            3. João Joaquim Machado de Mendonça (1805-?)
            4. Ana Maria Frederica Machado de Mendonça (1806-dopo il 1840) - sposò João Cabral de Estefique, console governatore dell'India (c.1780-1854): con discendenza;
            5. Firmino António Machado de Mendonça - sposò Ana Maria da Graçia:
              1. Firmino Antonio Machado de Mendonça (1838-1905) - sposò Juliana Maria da Luz (1844-1906):
                1. Etelvino Francisco Maria Machado de Mendonça (1863-1864)
                2. Jose Maria Machado de Mendonça (1864-1866)
                3. Hotildes Maria Machado de Mendonça (1864-?)
                4. Genciana Esperança Machado (1866-1870)
                5. Maria Vicência Machado de Mendonça (c.1870-?)
                6. Augusto Machado de Mendonça (1871)
                7. Firmino Ângelo Machado de Mendonça (1874-1925) - sposò Silva Sabina da Silva (prima del 1880-dopo il 1913):
                  1. José Maria Machado de Mendonça (1897-1920)
                  2. Maria Isabel Machado de Mendonça (1896-?) - sposò Joao José Machado de Mendonça

              2. altri sei figli

            6. altri quattro figli

        2. Manuel Francisco Machado (1732-?)

      2. Luisa Vicencia Porcia de Menezes (1709-1741) - sposò Bernardino de Sousa Tavares e Távora, signore di Mira (1710-?): con discendenza;

### Linea de Tovar
1. Álvaro Rodríguez de Castro, maggiordomo maggiore di re Ferdinando II di León, signore di Chantada - sposò Urraca Alfonso di Castiglia:
  1. Fernando Alvarez de Navia
    1. Sancho Fernández de Tovar, I signore di Tovar (?-1243) - sposò Teresa Sanchez de Arellano
      1. Fernán Sánchez de Tovar, II Signore de Tovar (1175-1252) - sposò Mayor Arias de Villamayor (1210-1240):
        1. Sancho Fernández de Tovar, III signore di Tovar (1240-1290) - sposò Maria Palomeque
          1. Ruy Fernandez de Tovar, IV signore di Tovar (1270-1340) - sposò Elvira Ruiz Cabeza de Vaca (c. 1270-?):
            1. Elvira Ruiz de Tovar - sposò Pedro Fernández Cabeza de Vaca: con discendenza;
            2. Fernando Sánchez de Tovar, (XX ammiraglio di Castiglia) (1300-1360) - sposò Isabel de Padilla:
              1. Juan Fernandez de Tovar, XXI ammiraglio di Castiglia, I signore di Berlanga (c. 1340-1385) - sposò Elvira Leonor Téllez de Castilla:
                1. Fernando Sánchez de Tovar y Tellez de Castilla, II signore Berlanga, Astudillo y los Gelvés (1380-1420) - sposò Juana de Castaneda senza figli; sposò Marina de Castaneda, sorella della prima moglie:
                  1. Juan de Tovar, IV Señor de Berlanga, Astudillo, Gelvés, Velamazán y Casa de Tovar (dopo il 1385-1446)  sposò Costanza Enriquez:
                    1. Elvira Tovar y Enríquez (1420-c. 1480) - sposò Juan de Villasenor y Serenos (1415-?), comandante nell'Ordine di Santiago e sindaco della fortezza di Saragozza: con discendenza;
                    2. Juan Sancho de Tovar y Enriquez De Castilla y Mendoza - discendenti vedi sotto: Linea de Tovar y Castilla
                    3. Luis de Tovar y Enríquez, V signore de Berlanga y Gelves - sposò Maria de Vivero 
                      1. Maria de Tovar y Vivero, VI signora de Barlenga (1480-1527) - sposò Íñigo Fernández de Velasco, II duca di Frías: con discendenza;

                    4. Marina De Tovar y Enríquez

                  2. Iñigo Lopez de Tovar, signore di Coveta y de Escamilla - sposò Maria Mencia de Mendoza y Villena:
                    1. Marina de Tovar, signora di Coveta

                  3. Diego de Tovar
                  4. Sancho de Tovar
                  5. Leonor de Tovar - sposò Fernando de Torres

                2. Diego de Tovar - sposò Isabel de Mendoza.

              2. Sancho de Tovar

            3. María Ruiz de Tovar - Rodrigo Hernández de Escobar, III signore de Escobar de Campos: con discendenza;
            4. Fernan Ruiz de Tovar
            5. Juan Fernández de Tovar, signore di Cevico 
              1. Sancho de Tovar - sposò Teresa de Toledo:
                1. Costanza de Tovar - sposò Pedro Vélez de Guevara y Fernández de Ayala, signore di Oñate; sposò Ruy López Dávalos, II conte di Ribadeo (1357-1428): con discendenza;

        2. Sancha Fernández de Tovar - sposò Fruela Ramirez de Cifuentes (1185-1223): con discendenza;

      2. Juana de Tovar - sposò Roman Bonifaz Sanchez: con discendenza;

#### Linea de Tovar y Enriquez
1. Juan Sancho De Tovar y Enriquez De Castilla y Mendoza (1430-1490) - sposò Elvira de Sandoval y Riojas (1465-1502):
  1. Catalina de Tobar y Sandoval - sposò sposò Juan Ladron de Guevara y Ulloa, IV conte di Tahalú (1480-1547): con discendenza;
  2. Leonor de Tovar y Sandoval (1501-1562) - sposò Pedro Baltasar Pacheco Bardeci (1498-1550): con discendenza;
  3. Isabel de Tovar y Sandoval - sposò Fernando Juan, duca di Estrada: con discendenza;
  4. Fernando de Tovar y Enriquez de Castilla, (V signore di Tierra Reina) (1498-1563) - sposò Isabel Orense de Covarrubias
    1. Sancho de Tovar Enriquez y Orense, VI signore di Reina y Villamartín - sposò Isabel de Padilla Salinas:
      1. Juan de Tovar Orense y Padilla, VII signore de Reina, Siero y Villamartin - sposò in prime nozze Elvira Enríquez de Almansa Borgia y Aragon, V marchesa de Alcañices; sposò Isabel de Quinones y Osorio:
        1. (II) Sancho de Tovar y Enriquez de Castilla, (VIII signore de Reina, Siero y Villamartin) - (?-1631) - sposò Antonia de Figueroa y Leyva, signora di Mayrzgo Leyva:
          1. Juan de Tovar y Enriquez de Castilla, IX signore de Reina, Siero y Villamartin (?-1644) - sposò Juana de Orense Manrique y Aragon, viscontessa di Prado 
            1. Regidor Burgos Sancho de Tovar y Enriquez de Castilla, X signore de Reina, Siero y Villamartin - sposò Águeda de Cañas y Silva Salamanca
              1. Fernando Tovar y Enríquez de Castilla Cañas, I marchese di Valverde de la Sierra - linea diretta estinta
              2. Luis de Tovar y Enriquez Cañas y Silva

      2. Francisca de Tovar Orense y Padilla

  5. Juana de Tovar Manrique - sposò Fernando de Prado Pimentel: con discendenza;
  6. Ana de Tovar y Sandoval (1480-1509) - sposò Juan Ladron de Guevara y Ulloa, IV conte di Tahalú (1480-1547): con discendenza;

### Linea Portoghese "de Alcaçoves"
1. Álvaro Pires de Castro, signore de Alcáçovas (?-c, 1463) - sposò Maria Lobo:
  1. Pedro de Castro, signore de Bemviver e Sul (1375 c.-?) - sposò NN e Teresa de Vasconcelos (c. 1380-?):
    1. (I) Álvaro de Castro, alcaide-mór de Pena Maior :)
    2. Henrique de Castro - sposò Isabel (o Leonor) da Cunha 
      1. Joao de Castro, signore di Reriz e Bemviver (c. 1470-?) - sposò Isabel da Sousa
        1. Simão de Castro, signore di Resende e Reriz - sposò NN e Margarida da Vasconcellos 
          1. (I) Pedro de Castro, abate di Rio Mau
            1. Brites de Castro - sposò Belchior de Gois Rego: con discendenza;

          2. (II) Maria de Castro - sposò Fernão de Sousa, VI signore de Gouveia (c. 1570-?): con discendenza;
          3. (II) Joao de Castro, signore di Reris - sposò Juliana de Sousa; sposò Filippa de Azevedo
            1. (I) Elena de Castro - sposò Jerónimo de Ataíde, II conte di Castro Daire, VI conte di Castanheda (1606-1669): con discendenza;
            2. (II) Simao de Castro - sposò Bernarda de Menezes; sposò Margarida de Mendonça;
              1. (I) João de Castro, XVI ammiraglio del Portogallo (c.1620-?) - sposò Mariana de Lancastre (c.1625-?)
                1. Francisco de Castro, XVII ammiraglio del Portogallo (1650-1693) - sposò Francisca Josefa de Vilhena 
                  1. João José de Castro, XVIII ammiraglio del Portogallo (c. 1675-?)
                  2. Luís Inocêncio de Castro, XIX ammiraglio del Portogallo (1680-1733) - sposò Joana Cecilia de Lancastre (1688-1739): - discendenti vedi sotto: Conti di Resendre

        2. Joana de Castro - sposò Pedro da Silva
        3. Maria de Castro - sposò Fernão Camelo, signore da Quinta de Vilar de Paraíso
        4. Catarina de Castro -  sposò Álvaro Pinheiro Lobo, sindaco di Barcelos
        5. Pedro de Castro
        6. Afonso de Castro
        7. Tristão de Castro
        8. Diogo Afonso de Castro
        9. Isabel de Castro
        10. (con Maria Afonso) Diogo Afonso de Castro
        11. (con Maria Afonso)Pedro de Castro
        12. (con Maria Afonso) Diogo de Castro
        13. (con Maria Afonso) Teresa de Castro
        14. (con Maria Afonso) Brites de Castro

      2. Leonor de Castro

    3. Leonor de Castro (c. 1410-?) - sposò João Rodrigues Pereira, signore di Cabeceiras de Basto: con discendenza;
    4. Beatriz de Castro - sposò Rui Gomes da Silva, II signore da Chamusca (1400-1487): con discendenza;
    5. Isabel de Castro - sposò in prime nozze: Vasco Martins de Resende, signore di Santa Cruz de Riba-Tâmega; sposò in seconde nozze, Gonçalo da Fonseca: con discendenza; sposò in terze nozze, Fernao de Melo;
    6. Joao de Castro, abate di Pombeiro;
    7. Gonçalo de Castro
    8. Rodrigo de Castro

  2. Diogo de Castro (c. 1390-?) - sposò Beatriz Pereira:
    1. Isabel de Castro (c. 1430-?) - sposò Fernando de Menezes: con discendenza;
    2. Pedro de Castro
    3. João de Castro (c. 1450-?) - sposò Francisca de Brito (1450-?):
      1. Isabel de Castro (c. 1490-?) - sposò Antonio Vaz de Camoes : con discendenza;

  3. Fradique de Castro
  4. Beatriz de Castro
  5. Isabel de Castro
  6. Álvaro de Castro, sindaco de Torrão (1390-1463) - sposò Isabel Pereira (1420-1480): 
    1. Rodrigo de Castro - sposò Leonor Coutinho:
      1. Nuno de Castro - sposò Maria de Brito
        1. Ines de Castro - sposò Luis de Brito: con discendenza;

      2. Álvaro de Castro, signore di Torrão (c. 1480) - sposò Isabel Melo de Barreto y Meneses:
        1. Rodrigo de Castro (c. 1500-?) - sposò Ana de Castro (c. 1510-?):
          1. Álvaro de Castro (c. 1520-?) - sposò Catarina Henriques:
            1. Luís de Castro
            2. Rodrigo de Castro (c. 1540-?) - sposò Ana de Eça (1560 c. -?):
              1. Neutel de Castro (c. 1560-?) - sposò Maria Luis NN
                1. Rodrigo de Castro, I conte di Mezquitela 
                  1. Neutel de Castro, II conte di Mezquitela

              2. Brás de Castro, governatore d'India (1570-1655) - sposò Ana de Silveira (1610 c. -?); sposò Francisca de Castro:
                1. (I) Joana Maria de Castro da Silveira, II contessa di Vila Pouca de Aguiar (1644-1736) - sposò Aires Teles de Menezes (1630-1685): con discendenza;
                2. (II) Diogo de Castro
                3. (II) Neutel

              3. Nuno de Castro (c. 1580-?) - sposò Joana de Silveira 
                1. Rodrigo de Castro (c. 1600-?)

              4. Inês de Castro
              5. Antonio de Castro
              6. Filipe de Castro

            3. Filipa de Castro (1550-?) - sposò Rodrigo Manoel de Vilhena,, commendatore de los Alcacovas en la Orden de Cristo (1520-?): con discendenza;
            4. Francisco de Castro, abate di Leomil

          2. Filipe de Castro, governador de Damão:)
          3. Rodrigo Diogo de Castro - sposò Cecilia del Portogallo e Maria da Gama:
            1. (I) Marianna del Portogallo - sposò António Pereira de Berredo, governatore dell'isola di Madeira, e capitano di Tângeri
            2. (II) Rodrigo de Castro

          4. André de Castro
          5. Diogo de Castro
          6. Joana de Castro (c. 1540-?) - sposò Francisco de Sousa, governatore generale in Brasile: con discendenza;
          7. Maria de Castro
          8. Fernando de Castro
          9. Antonio de Castro

        2. Leonor Castro de Melo y Meneses, duchessa di Gandía - sposò Francesco Borgia - con discendenza;
        3. Juana de Castro
        4. Francisco Castro

    2. Diogo de Castro, senhor de Lanhoso :)
    3. Constança de Castro - sposò Fernão de Melo, sindaco di Évora (c. 1430-?): con discendenza;
    4. Filipa de Castro
    5. Maria de Castro (c. 1440-?) - sposò Fernando de Menezes, signore di Louriçal: con discendenza;
    6. Constanza de Castro - sposò Fernando de Melo: con discendenza;
    7. Isabel Meneses Barreto
    8. Nuño Rodriguez Barreto
    9. J. Pereira
    10. Fernando Pereira
    11. Ines Barreto
    12. Pedro Barreto

  7. María Refende

#### Linea Conti di Resendre
1. Luís Inocêncio de Castro, XIX ammiraglio del Portogallo (1680-1733) - sposò Joana Cecilia de Lancastre (1688-1739): 
  1. Antonio Jose de Castro, I conte di Resende (1719-1782) - sposò Teresa Xavier da Cunha e Tavora (1720-1783):
    1. Antonio de São José de Castro, vescovo di Porto (1741-1814)
    2. José Luis de Castro, II conte di Resende, ammiraglio del Portogallo e viceré del Brasile (1744-1819) - sposò Maria do Resgate do Rosario di Noronha (1748-1822):
      1. Lourenço Benedito de Castro (1776-1783)
      2. Luís Inocêncio Benedito de Castro, III conte di Resende (1777-1824) - sposò in prime nozze Maria Emerenciana da Piedade Silveira; sposò poi Maria Jose Inocencia da Piedade da Silveira (1792-1852):
        1. (I) T da Silva Rezende: con discendenza;
        2. (II) Francisco de Paula Maria José das Dores de Castro da Piedade (1816-?)
        3. Ana de Castro (1817-?) - sposò Antonio Saraiva Leao (1748-1831): con discendenza;
        4. José Félix de Castro (1821-1822)
        5. Brás Maria das Misericórdias José do Santíssimo Sacramento de Sales e Castro (1819-1820)
        6. António Benedito de Castro, IV conte di Resendre (1820-1865) - sposò Maria Balbina Pamplona Carneiro Rangel Veloso Barreto de Miranda e Figueiroa (1819-1890): 
          1. Maria Emília de Castro Eça de Queiroz (1857-1934) - sposò Eça de Queiroz (1845-1900): con discendenza;
          2. Luis Manuel de Castro Pamplona, V conte di Resende (1844-1876)
            1. Luis de Castro Pamplona (1870-?) - sposò Emilia Maria das Dores Telles de Gama 
              1. Emilia Telles da Gama e Castro (1910-?) - sposò António Pereira Palha Van Zeller (1900-1970): con discendenza;

          3. Manuel Benedito de Castro Pamplona, VI conte di Resende (1845-1907) - sposò Maria das Dores da Câmara Leme do Carvalhal Esmeraldo de Bettencourt e Vasconcelos de Sá Machado (1855-1910):
            1. António de Castro Pamplona, VII conte di Resende (1877-1910)
            2. João de Castro Pamplona, VIII conte di Resende (1882-1924) - sposò Maria de Castro Eça de Queiroz (1887-1970); sposò poi Margarida Elvira Pereira Machado de Castro (1886-1977):
              1. (I) Manuel Pedro Benedito de Castro (1917-?)
              2. (II) Maria Benedita de Castro Pamplona (1917-1983) - sposò Francisco d'Assis da Nazareth de Almeida de Mendia (1895-1962): con discendenza;
              3. Maria José de Castro Pamplona, IX contessa di Resende (1908-1965) - sposò Manuel Luis de Castro Pamplona

            3. Matilde de Castro Pamplona (1890-1964) - sposò José Maria de Eça de Queiroz (1888-1928): con discendenza;
            4. Luis de Castro Pamplona (1878-?)

          4. Francisco de Sales Benedito de Castro Pamplona (1855-1859)
          5. Alexandre de Castro Pamplona (1862-?)
          6. Maria Benedita de Castro Pamplona
          7. Balbina Maria de Castro Pamplona, religiosa dorotea
          8. Maria Helena de Castro Pamplona, religiosa dorotea
          9. Juliana de Castro Pamplona, religiosa dorotea
          10. Maria José de Jesus Benedita de Castro Pamplona, religiosa dorotea (1848-1885)

      3. Marcos Benedito de Castro (1778-1781)
      4. José Benedito de Castro (1780-1812) - sposò Minervina Barbosa:
        1. Joaquin Barbosa de Castro (1802-?) - sposò Ana Paula Leopoldina da Costa 
          1. Ana Augusta Barbosa de Castro - sposò Antonio Augusto Frederico de Castro: con discendenza;
          2. Joaquin Barbosa de Castro

      5. Maria de Castro (1782-1788)
      6. Manuel Benedito de Castro (1785-1802)
      7. Pedro de Castro (1788)
      8. Maria Benedita do Patrocínio de Castro

    3. Francisco Rafael de Castro, decano della Diocesi di Lisboa (1750-1816)
    4. Maria Domingas de Castro (1759-?)
    5. Ana Isabel de Castro (1765-?) - sposò Brás Baltazar da Piedade da Silveira e Lorena (1747-1806): con discendenza;

### Linea de Alarcon
1. Martin Fernandez de Hita - sposò Elvira Nunez de Lara (1083-?)
  1. Fernán Martinez de Zevallos - sposò Elvira Ruiz
    1. Fernán Ruiz de Alarcón - sposò Maria Fernandez
      1. Martin Ruiz de Alarcon - sposò Arias de Valverde
        1. Fernan Martinez de Alarcon - sposò Beatriz Fernandez Pecha
          1. Martin Ruiz de Alarcon -  sposò Francisca Fernández de Villodre
            1. Hernán Ruiz de Alarcón, signore di Valverde (1350-?) - sposò Elvira Ruiz de Castilblanque Padre di Martín Ruiz de Alarcón, señor de Valverde e 
              1. Juan Carrillo de Alarcón
                1. Diego Ruiz de Alarcón - sposò in prime nozze Leonor de Carrillo; sposò Isabel de Illanes
                  1. Hernando de Alarcón Mendoza y Llanes, I marchese della Valle Siciliana (1466-1540) - sposò Constanza de Alarcón e Illanes: 
                    1. Isabel de Alarcon, II marchesa della Valle Siciliana (circa 1500-1551) - sposò Pedro González de Mendoza, marchese di Vala (1466-1540): con discendenza;
                    2. Fernando Ruiz de Alarcon y Aragon, I signore di Valera de Arriba (1510-1582) - sposò sposò Catalina Alvarez de Soto; sposò Mayor de Uxena de Rojas
                      1. (I) Fernando Ruiz de Alarcon y Soto (1542-?) - sposò Leonor de Vargas y d'Amico
                        1. Diego Ruiz de Alarcon y Vargas - sposò Isabel Romeo 
                          1. Fernando Ruiz de Alarcon y Romeo - sposò Francisca Riglos y Villano:
                            1. Diego Ruiz de Alarcon
                            2. Juan Ruiz de Alarcon y Riglos, I marchese di Palomares del Duego - sposò Josefa Criales Navarro de Medrano y Luna
                              1. Fernando Ruíz de Alarcón y Criales (1689-?) - linea diretta estinta
                              2. Isabel Ana Ruíz de Alarcón y Criales, II marchesa di Palomares del Duero (1691-?): con discendenza;

                      2. (II) Diego Fernando de Alarcon (?-1615), giurista e politico - sposò Catalina de Covarrubias y Leyva
                        1. Francisco de Alarcon de Covarrubias (1589-1675), vescovo e viceré di Navarra

                  2. Diego Ruiz de Alarcón - sposò Maria de Berrio
                    1. Ana Juana Ruiz de Alarcon y Toledo - sposò Antonio Velasco Manique, signore di Salinas del Rio Pisuerga: con discendenza;

                  3. Lope de Alarcón, vescovo di Bitonto (?-dopo il 1537)
                  4. Leonor de Alarcón;
                  5. Maria de Alarcón
                  6. Isabel de Alarcón

  2. Rodrigo Fernandez de Alarcon - sposò Teresa Garcia

### Linea Portoghese
1. Alvaro Perez de Castro, conte di Arraiolos, signore di Cadaval e Ferreira, Connestabile del Portogallo (1310-1384) - sposò sposò nel 1360 Maria Pérez Ponce de Léon:
  1. Pedro Alvarez de Castro y Pires Ponce de León, signore di Cadaval (1340-1422) - sposò Constanza de Lucio e Leonor de Menezes (1340-1410):
    1. (I) Alvar Gómez de Castro y de Lucio (1515-1580) - sposò Ana Ochoa de la Vega 
      1. Beatriz Gomez de Castro y Ochoa de la Vega (1535-?) - sposò Diego Sanz de Muxica Ugarte: con discendenza;

    2. Mari Álvarez de Castro
      1. Catalina Garcia de Castro: con discendenza;
      2. Alonso de Castro
      3. Juan Garcia de Castro 
        1. Juan de Castro y Mujica, signore di Cebrian - sposò Juana Lopez Gallo 
          1. Juan de Castro y Mujica Gallo - sposò Ines de Fromista
            1. Juan de Castro y Mujica Fromista - sposò Mencia de Guevara Ayala y Cabeza de Vaca

        2. Juana García de Castro (1470-?) - sposò Fernando de Castro y Mujica: con discendenza;
        3. Juan Garcia de Castro de Londres - sposò Ines de Lerma Polanco:
          1. Gabriel de Castro y Lerma Polanco - sposò Francisca de Cuebas de la Torre Lerma:
            1. Gabriel de Castro y Cuebas - sposò Leonor Isabel de Maluenda Salamanca:
              1. Alonso de Castro Maluenda Salamanca

            2. Bernardo de Castro y Cuebas

          2. Mari Diaz de Castro y Lerma Polanco - sposò Luis Alonso de Maluenda y del Castillo: con discendenza;
          3. Alvaro de Castro y Lerma Polanco - sposò Isabel de Bejar:
            1. Juan de Castro Bejar
            2. Diego de Castro Bejar

          4. Luis de Castro y Lerma Polanco

        4. Diego de Castro de Londres - sposò Elvira de San Vitores de la Portilla; in seconde nozze Maria (or Brianda) Maluenda de Castro
          1. Hernando de Castro Maluenda (1494-1547) 
            1. Brianda de Bazan y Castro (1545-1609): con discendenza;

          2. Jeronima de Castro Maluenda - sposò Gregorio de Miranda: con discendenza;
          3. Francisca de Castro Maluenda

        5. Beatriz de Castro y Mujica - sposò Fernan Lopez Gallo: con discendenza;

    3. Juan López de Castro
    4. Mencía Alvarez de Castro
    5. Juan Alvarez de Castro - sposò Leonor Lasso de la Vega (1390-1432):
      1. Leonor Álvarez de Castro y Lasso de la Vega (1410-1486) - sposò Martin Rodriguez de Maluenda (1387-1476)

    6. (illegittima) Clara da Fonseca - sposò Gonzalo Vaz de Moura Coutinho: con discendenza;
    7. (illegittimo con Leonor de Menezes) João de Castro, signore di Cavadal (1370-1404) - sposò Leonor da Cunha (1378-?):
      1. Joana de Castro, III signora de Cadaval e Peral (1410-1479) - sposò nel 1429 Ferdinando I di Braganza: con discendenza;
      2. Guiomar de Castro (1390-?)

    8. Fernando (I signore di Paul de Boquilobo) de Castro (1383-1441) sposò Margarida de Castro; in seconde nozze donna Isabel de Ataíde; in terze nozze Mécia de Vilhena de Sousa
      1. (I) Ferdinand de Neufchatel
        1. Antonieta de Neufchatel : con discendenza;

      2. (II) Catarina de Castro, sposò Álvaro Vaz de Almada, I conte di Avranches: con discendenza;
      3. (II) Álvaro de Castro, I conte di Monsanto
      4. (II) Henrique de Castro, priore di Crato
      5. (II) Maria de Castro - sposò Alvaro da Sousa, signore di Miranda: con discendenza;
      6. Isabel de Castro - sposò Duarte de Menezes, III conte di Viana (1414-1464): con discendenza;
      7. Garcia de Castro, signore di Paul de Boquilobo (1420-1507) - sposò Beatriz da Silva; sposò poi Catarina da Gouveia:
        1. (I) Filipa de Castro (c. 1450-?) sposò Gomes Soares de Melo, sindaco di de Torres Vedras (?-1517): con discendenza;
        2. (I) Jorge de Castro (c. 1450-?) - sposò Brites Pereira
        3. (I) Álvaro de Castro, signore di Paul de Boquilobo (1460-1528) - sposò Leonor de Noronha (c. 1460-?):
          1. Inês de Castro (1494-1565) - sposò Aires Teles Pacheco; sposò poi Garcia de Noronha, III viceré dell'India portoghese: con discendenza;
          2. Fernando de Castro, signore di Paul de Boquilobo - sposò Maria de Ayala
            1. Jeronimo de Castro
            2. Inês de Castro (c. 1535-?) - sposò Luis de Melo, sindaco di Serpa: con discendenza;
            3. Álvaro de Castro
            4. Pedro de Castro, arcivescovo di Braga
            5. Leonor de Ayala
            6. Beatriz de Ayala
            7. Inês de Ayala, suora a Salvador, Lisbona

          3. Isabel de Castro (c. 1500-?) - sposò Jeronimo de Noronha (1539-1620): con discendenza;
          4. João de Castro, IV viceré dell'India portoghese (1500-1548) - sposò Leonor de Coutinho:
            1. Inês de Castro - sposò Luis de Albuquerque: con discendenza;
            2. Fernando de Castro
            3. Álvaro de Castro, I signore di Fonte Arcada - sposò Ana de Castro 
              1. João de Castro
              2. Francisco de Castro, rettore dell'Università di Coimbra (1574-1653)
              3. Luiz de Castro
              4. Manuel de Castro, II signore di Fonte Arcada - sposò Beatriz de Vilhena
              5. Fernando Álvares de Castro
              6. Miguel de Castro
              7. Violante de Castro (1540-1616) - sposò Alfonso de Noronha, V conte di Odemira (1542-1578): con discendenza;

            4. Joana de Castro - sposò Pedro Leitao: con discendenza;
            5. Leonor de Castro
            6. Isabel de Castro
            7. Miguel de Castro, capitano di Malaca
            8. Maria de Castro

          5. Jeronimo de Castro
          6. Bernardo de Castro
          7. Álvaro de Castro
          8. Joana de Castro
          9. Maria de Castro

        4. (I) Guiomar de Castro (c. 1460) - sposò Aires Gomes da Silva, V signore di Vagos (1450-1530): con discendenza;
        5. (I) Rodrigo de Castro
        6. (I) Fernando de Castro
        7. (II) Francisco de Castro, commendatore di Segura (c. 1470-?) sposò Juana de Acosta:
          1. Guiomar de Castro (1500-?) - sposò Damian de Brito, signore del maggiorascato di Miranda: con discendenza;
          2. Catarina de Castro (c. 1515-?) - sposò Antonio Pires do Canto (1511-1572): con discendenza;
          3. García de Castro, commendatore di Armamar - sposò Isabel de Meneses:
            1. Fernando de Castro - sposò Isabel de Pereira
              1. Beatriz de Castro - sposò Costantino di Braganza (?-1607), nipote di Giacomo di Braganza: con discendenza;

        8. (II) António de Castro
        9. (II) Pedro de Castro
        10. (II) Isabel de Castro (c. 1470-?) - sposò Miguel Vaz Côrte-Real (1450-1511): con discendenza;
        11. (II) Joana de Castro, badessa perpetua di Odivelas
        12. (II) Maria (o Madalena) de Castro, priora di Santa Ana de Leiria
        13. (II) Bernarda de Castro

      8. Margarita de Castro e Sousa (c. 1422-1475) - sposò Jean II de Neufchatel, signore di Montaigu (1417-1489): con discendenza;
      9. Violante de Castro, signora di Mafra

    9. Guiomar de Castro, Condessa da Atouguia (c. 1390-1473) - sposò Alvaro Gonçalves, I conte di Atouguia (1390-1452): con discendenza;
    10. Isabel de Castro (c.1390-?) - sposò Álvaro Gonçalves Coutinho (1383-1445): con discendenza; sposò poi Diogo Lopes de Sousa, XVIII signore della Casa de Sousa

  2. Afonso de Castro, III signore di Castro Verde - sposò Maria Ramirez de Guzman:
    1. Inés Castro Lara y Guzmán (1395-?) - sposò Lope Sánchez de Ulloa Sotomayor; sposò Pedro González de Bazán y Alonso, III signore di Palacios de Valduerna, de La Bañeza y Ceynos: con discendenza;
    2. Juana Castro de Moscoso (1420-1485) - sposò Ruy de Moscoso y Castro: con discendenza;
    3. Leonor de Castro y Guzman - sposò Pedro Bermúdez de Montaos: con discendenza;
    4. Teresa Bermúdez de Castro - García Prego de Montaos: con discendenza;

  3. Luísa (o Elvira) Álvares de Castro - sposò Fernao Gonçalves de Queiroz (c. 1350-?): con discendenza;
  4. Brites de Castro (c. 1376-?) - sposò Pedro Nunez de Lara, conte di Mayorga
  5. Isabel de Castro - sposò Pietro di Castiglia, I conte di Trastamara (1355-1400): con discendenza;